# Bunders (Veghel)
De Bunders is een wijk in de Noord-Brabantse plaats Veghel. In de wijk liggen onder andere de buurten Busselbunders, Bundersehoek, Heibunders, Laarbunders en Winkelcentrum De Bunders.

## Ligging
De wijk de Bunders ligt in het oosten van de kern Veghel. De wijk wordt ten westen begrensd door Veghel-Centrum (buurten: de Koolenkampen en de Schilderswijk), ten noorden door het voormalig tracé van het Duits Lijntje en de nieuwbouwwijk 't Ven, ten oosten door het kerkdorp Mariaheide en de toekomstige wijk De Stad en ten zuiden door de Beukelaar.

## Geschiedenis
Toen de Bunders werd gesticht was het de bedoeling van de gemeente om jonge gezinnen zich hier te laten vestigen. Aan het noorden grenst de wijk in het heden aan de nieuwbouwwijk 't Ven. Dit was vroeger wel anders, waar het Duitse lijntje lag eindigde de Bunders en daarmee ook Veghel. Er stonden een aantal boerderijen en vlak achter het spoor was een kinderboerderij. Door de tijd zijn er steeds meer faciliteiten in de wijk gekomen. Zo staan er momenteel vier basisscholen en is er een winkelcentrum gevestigd waar zich ook het wijkcentrum inclusief sporthal bevindt.

## Karakteristieken
De wijk De Bunders is de grootste wijk van Veghel. Bovendien behoren delen van de wijk tot de jongere wijken van Veghel. De wijk kenmerkt zich grotendeels door een jonge en moderne architectuur en inrichting. De wijk is speels van opzet met veel contrasten in woningen en woonomgeving. De inrichting van de wijk is grotendeels bepaald door woonerven en veel groenvoorziening.
Aangezien de wijk de grootste bevolkingsconcentratie van Veghel kent, zijn er in de wijk veel voorzieningen te vinden. De wijk kent een eigen winkelcentrum en wijkpark. Bovendien bevinden zich in De Bunders de regionale voorzieningen Verpleeghuis De Watersteeg, een middelbare school en meerdere basisscholen.